# Sant Sauvador e Governet
Sant Sauvador Governet (en francès Saint-Sauveur-Gouvernet) és un municipi francès situat al departament de la Droma i a la regió d'Alvèrnia-Roine-Alps. L'any 2007 tenia 205 habitants.

## Demografia

### Població
El 2007 la població de fet de Saint-Sauveur-Gouvernet era de 205 persones. Hi havia 92 famílies de les quals 24 eren unipersonals (12 homes vivint sols i 12 dones vivint soles), 28 parelles sense fills, 36 parelles amb fills i 4 famílies monoparentals amb fills.
La població ha evolucionat segons el següent gràfic:
Habitants censats

### Habitatges
El 2007 hi havia 130 habitatges, 90 eren l'habitatge principal de la família, 39 eren segones residències i 1 estava desocupat. 118 eren cases i 11 eren apartaments. Dels 90 habitatges principals, 60 estaven ocupats pels seus propietaris, 23 estaven llogats i ocupats pels llogaters i 7 estaven cedits a títol gratuït; 4 tenien dues cambres, 15 en tenien tres, 24 en tenien quatre i 47 en tenien cinc o més. 72 habitatges disposaven pel capbaix d'una plaça de pàrquing. A 50 habitatges hi havia un automòbil i a 31 n'hi havia dos o més.

### Piràmide de població
La piràmide de població per edats i sexe el 2009 era:
| Homes | Edats   | Dones |
| ----- | ------- | ----- |
| 0     | 95 o +  | 0     |
| 0     | 90 a 94 | 0     |
| 4     | 85 a 89 | 0     |
| 0     | 80 a 84 | 0     |
| 8     | 75 a 79 | 4     |
| 0     | 70 a 74 | 8     |
| 12    | 65 a 69 | 4     |
| 0     | 60 a 64 | 0     |
| 8     | 55 a 59 | 4     |
| 12    | 50 a 54 | 12    |
| 4     | 45 a 49 | 4     |
| 8     | 40 a 44 | 12    |
| 4     | 35 a 39 | 4     |
| 12    | 30 a 34 | 0     |
| 4     | 25 a 29 | 12    |
| 0     | 20 a 24 | 0     |
| 12    | 15 a 19 | 4     |
| 4     | 10 a 14 | 8     |
| 4     | 5 a 9   | 0     |
| 12    | 0 a 4   | 0     |

## Economia
El 2007 la població en edat de treballar era de 121 persones, 93 eren actives i 28 eren inactives. De les 93 persones actives 85 estaven ocupades (46 homes i 39 dones) i 8 estaven aturades (4 homes i 4 dones). De les 28 persones inactives 10 estaven jubilades, 8 estaven estudiant i 10 estaven classificades com a «altres inactius».

### Ingressos
El 2009 a Saint-Sauveur-Gouvernet hi havia 75 unitats fiscals que integraven 180 persones, la mediana anual d'ingressos fiscals per persona era de 11.846 €.

### Activitats econòmiques
Dels 6 establiments que hi havia el 2007, 1 era d'una empresa de comerç i reparació d'automòbils, 1 d'una empresa d'hostatgeria i restauració, 1 d'una empresa immobiliària i 3 d'empreses de serveis.
Dels 2 establiments de servei als particulars que hi havia el 2009, 1 era un restaurant i 1 agència immobiliària.
L'any 2000 a Saint-Sauveur-Gouvernet hi havia 25 explotacions agrícoles.

## Equipaments sanitaris i escolars
El 2009 hi havia una escola elemental integrada dins d'un grup escolar amb les comunes properes formant una escola dispersa.

## Poblacions més properes
El següent diagrama mostra les poblacions més properes.